# Tabanus neotriangularis
Tabanus neotriangularis är en tvåvingeart som beskrevs av Daniels 1989. Tabanus neotriangularis ingår i släktet Tabanus och familjen bromsar. Inga underarter finns listade i Catalogue of Life.